# Bataan 71
La Bataan 71 es una escopeta de acción a bomba fabricada en Argentina durante la década de 1970 por Industrias Marcati S.A. para uso policial y de las Fuerzas Armadas, siendo su diseño prácticamente una copia sin licencia de la escopeta Ithaca 37.

## Modificaciones
Al ser una copia sin licencia de la escopeta Ithaca 37 y con el objeto de eludir demandas legales, se introdujeron dos modificaciones significativas en la parte exterior y otra interior. El tapón del depósito tubular se halla por encima de la brida de unión del cañón con este. El cañón se halla asegurado al cajón de mecanismos por medio de pernos.
Interiormente se aprecia que la palanca impulsora y expulsora de cartuchos (horquilla) está constituida por dos piezas separadas que se articulan independientemente. No obstante, este sistema puede generar fallos de alimentación o expulsión, eventualmente al aflojarse o trabarse alguna de estas dos piezas.